# به سوی خورشید (فیلم ۲۰۰۵)
به سوی خورشید (به انگلیسی: Into the Sun) یک فیلم آمریکایی-ژاپنی اکشن محصول سال ۲۰۰۵ به کارگردانی کریستوفر ماریسون با بازی استیون سایگال است.

## داستان
با کشته شدن یک مامور دولتی، یک مامور که با فرهنگ یاکوزا آشنا است برای تحقیق در مورد این اتفاق وارد میدان می شود و…

## بازیگران
- استیون سیگال در نقش مامور سیا، ترییس هانتر، یک متخصص نظامی فرستاده شده به توکیو برای ردیابی یک سندیکای جنایت مسئول قتل فرماندار. [۲]
- متیو دیویس به عنوان شان مک
- اوساوا تاکائو
- ادی جورج به عنوان جونز
- ویلیام آترتون به عنوان نماینده بلوک
- ژولیت مارکی به عنوان جواهر
- کن لو
- آکیرا ترائو
- دیل پین
- حوا ماساتو به عنوان کوجیما
- چیاکی کوری‌یاما
- کاناکو یاماگوچی
- روی اوگوری